# Microdytes bistroemi
Microdytes bistroemi är en skalbaggsart som beskrevs av Wewalka 1997. Microdytes bistroemi ingår i släktet Microdytes och familjen dykare. Inga underarter finns listade i Catalogue of Life.